# Войд Тельца
Войд Тельца (англ. Taurus Void) — крупная практически пустая область космического пространства, расположенная между сверхскоплением Персея — Рыб и сверхскоплением Девы. Войд Тельца уникален, поскольку близок к Земле и позволяет определить границы сверхскопления, в котором расположена наша галактика. Несмотря на относительную близость, войд Тельца изучен не очень хорошо, поскольку при наблюдении с Земли частично закрывается диском Млечного Пути. Войд имеет чёткую границу со сверхскоплением Персея — Рыб.

## Расположение
На небе Земли войд Тельца имеет прямое восхождение от ~2h40m до по крайней мере 4h, где закрывается диском Млечного Пути; склонение лежит в интервале от 5° до 40°. В отличие от границы c Местным сверхскоплением, граница со сверхскоплением Персея — Рыб является хорошо различимой. В частности, войд имеет границу со скоплениями галактик A400, A426  и A374.
В трёхмерном пространстве войд Тельца расположен между сверхскоплением Персея — Рыб и Местным сверхскоплением. Войд Тельца, как и Местный войд, очерчивает границу между двумя сверхскоплениями.

## Зона избегания
Несмотря на близкое расположение к Земле, данный войд сложно исследовать, поскольку он частично лежит в зоне избегания — области неба, закрываемой диском Млечного Пути, что приводит к сильному поглощению излучения.
Так как большая часть войда лежит в области с сильным поглощением, то определить размеры и плотность войда довольно сложно. Главной проблемой является то, что свет от тусклых галактик, лежащих за Млечным Путём, может полностью поглощаться  веществом Млечного Пути. Такое поглощение может привести к тому, что из-за ненаблюдаемости некоторых галактик область войда Тельца может казаться более разреженной, чем она есть на самом деле.
Нельзя сказать, что войд Тельца не является настоящим войдом. Ранее он наблюдался в инфракрасном диапазоне, в котором поглощение средой Млечного Пути не столь велико. Также в ряде других исследований были получены карты войда, а также был определён темп перехода галактик из войда к сверхскоплениям. Совместно такие исследования предоставляют надёжные доказательства существования войда, несмотря на сложность наблюдения объектов в зоне избегания.
Дальнейшие попытки наблюдения объектов в зоне избегания, такие как проекты  ALFAZOA и ALFALFA, смогут провести более точные наблюдения и надёжнее определить границы   войда. Обзоры, проводимые на радиотелескопе Аресибо, будут искать излучение от далёких галактик,  которое, вследствие красного смещения, будет выделяться в излучении в зоне избегания Млечного Пути. Однако подобные обзоры обладают ограниченным диапазоном по склонению из-за технических ограничений телескопа Аресибо.